# Avicennia germinans
Avicennia germinans (trong tiếng Anh gọi là "black mangrove", mắm đen) là một loài cây trong họ Ô rô (Acanthaceae). Chúng mọc trong vùng nhiệt đới và cận nhiệt đới của châu Mỹ, trên cả hai bờ Thái Bình Dương lẫn Đại Tây Dương, cũng như bờ Đại Tây Dương của vùng nhiệt đới châu Phi, nơi chúng lớn tràn lan trên những bãi biển lắm cát hay bùn mà nước biển lấn tới. Chúng còn phổ biến khắp vùng duyên hải của Texas và Florida, và lan rộng tới tận Louisiana và Georgia của Hoa Kỳ. Đây là loài chống chịu và tống lượng muối bên trong ra nhờ lá.
Như hầu hết các loài mắm khác, hạt con bắt đầu phát triển từ khi chưa rời cây mẹ.
Cái tên "mắm đen" bắt nguồn từ màu thân và gỗ lõi. Lá cây có khi trông trăng trắng do sự thải muối vào ban đêm hay ngày trời râm. Nó thường sống xen kẽ với Rhizophora mangle và Laguncularia racemosa. Ba loài cây này giúp ổn định bờ biển, làm rào chắn sóng bão, ngăn mảnh vụn triều cuốn, và cung cấp chỗ kiếm ăn và sinh sản cho nhiều chủng loại cá, động vật có vỏ và chim.

## Môi trường sống

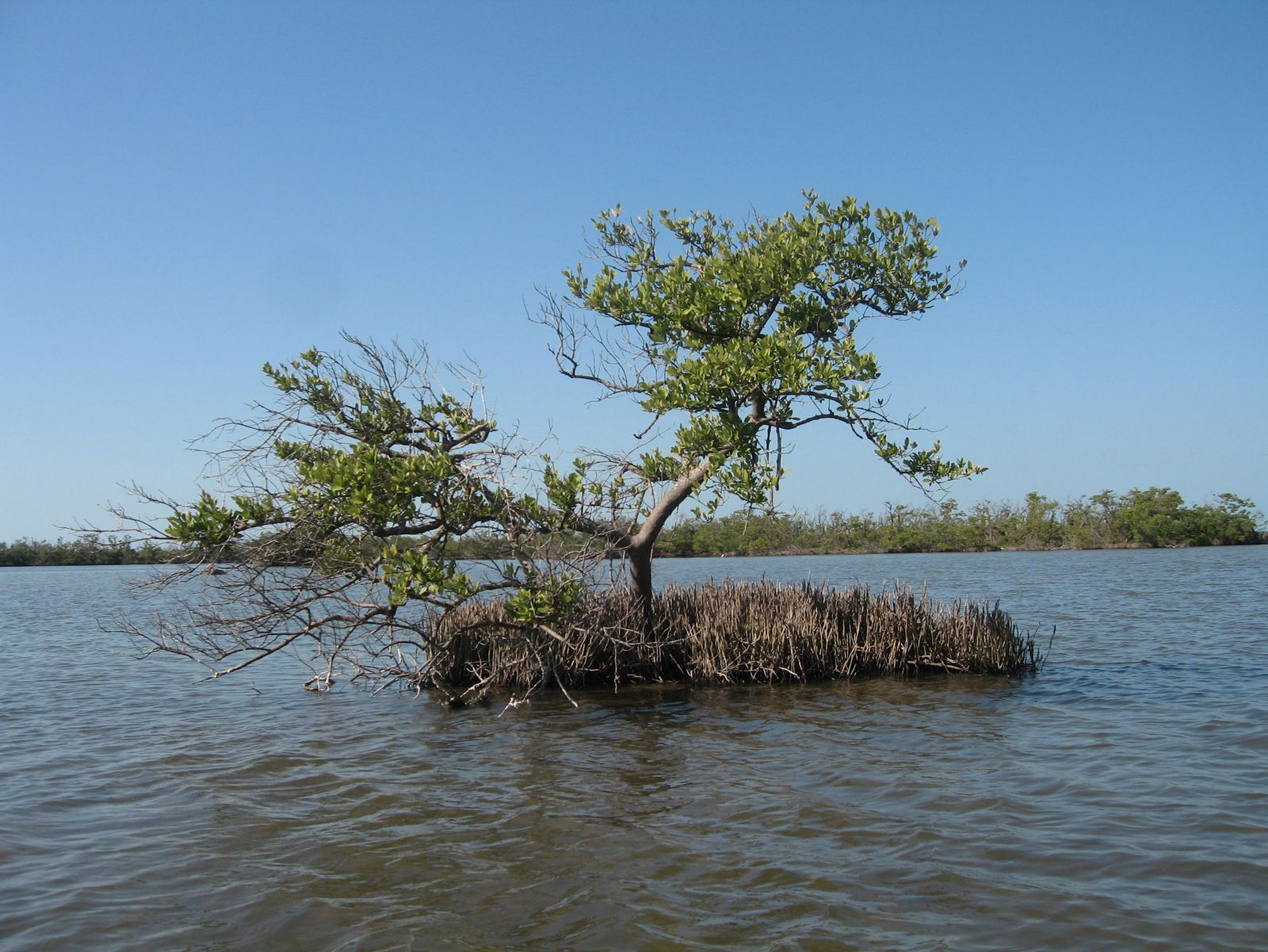
Một cây A. germinans mọc chỗ nước nông tại vườn quốc gia Everglades

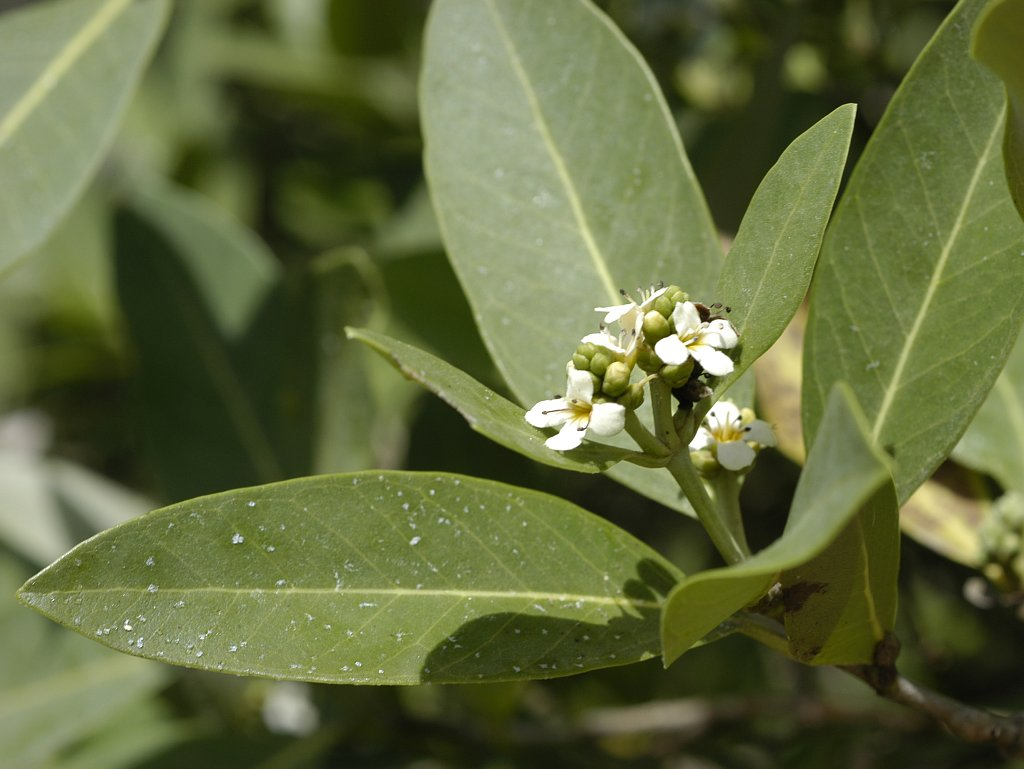
Bông A. germinans

A. germinans mọc ngay trên nơi triều cường cạnh các đầm phá và cửa sông nước lợ. Dù có thể thoát muối qua lá, bản thân cây chịu mặn kém hơn một số loài tương tự sống cùng hệ sinh thái. Nó có thể đạt chiều cao 10–15 m (33–49 ft), dù nó có xu hướng thu thành cây bụi khi mọc xa vùng nhiệt đới. Hạt nảy mầm giữa mùa hè.